# Alessandro Borghi (vescovo)
Alessandro Borghi (Modigliana, 1559 – Roma, 8 agosto 1613) è stato un vescovo cattolico italiano.

## Biografia
Nato a Modigliana nel 1559, è avviato alla carriera ecclesiastica. Nel 1590 è a servizio di papa Gregorio XIV; successivamente lavora per i papi Innocenzo IX, Clemente VIII e Paolo V.
Il 22 giugno 1598 è eletto vescovo di Sansepolcro. Nel 1599 compie la visita pastorale e, il 14 ottobre, presiede il sinodo diocesano. Nell'agosto 1605 compie la seconda visita pastorale e nel dicembre dello stesso anno lascia la diocesi per trasferirsi a Roma come vicario di papa Paolo V.
A Roma muore l'8 agosto  1613. La notizia viene data il 10 agosto nell'avviso dell'Urb.Lat. 1081, c. 322v. Fu sepolto nella basilica del Laterano.